# جورج بارنز (سياسي)
جورج بارنز (بالإنجليزية: George Thomas Barnes)‏ هو محامي وسياسي أمريكي، ولد في 14 أغسطس 1833 في الولايات المتحدة، وتوفي في 24 أكتوبر 1901 في نفس البلد. حزبياً، نشط في الحزب الديمقراطي. وقد انتخب عضو مجلس نواب جورجيا وانتخب عضو مجلس النواب الأمريكي.